# Herrera (Santiago del Estero)
Herrera è una città dell'Argentina, appartenente alla provincia di Santiago del Estero, situata nella parte centro-meridionale della provincia.